# Berliner Messe
La Berliner Messe (Missa de Berlín) és un missa del compositor estonià Arvo Pärt. Va ser encarregada per al 90è Katholikentag a Berlín el 1990, i originalment va ser composta per a solistes SATB i orgue. Va ser interpretada per primera vegada a la catedral de St. Hedwig el 24 de maig de 1990, per la Festa de l'Ascensió, amb Paul Hillier dirigint el Theatre of Voices. Pärt més tard (1997) va revisar la peça per a orquestra de cor i corda. Pärt utilitza la seva tècnica de tintinnabuli en tota l'obra, amb moviments que prenen moltes formes dins d'aquest estil: des de duets silenciosament reverents fins a proclames completes del cor.